# Liga A1 de Vóley 1996-97
La Liga Argentina de Voleibol de 1996-97 fue la primera edición de esta competencia nacional de clubes. Se inició el 1 de diciembre de 1996 y finalizó el 13 de abril de 1997 con el partido final entre Peñarol de Mar del Plata y Boca Juniors de Capital Federal, que coronó a Peñarol como campeón de su primer título.

## Historia
Hasta esta temporada, el campeonato Metropolitano era el más importante del vóley argentino. La Confederación Argentina de Voleibol había desafiliado a la Federación Metropolitana y no había un torneo nacional. Tras la muerte del presidente de la Confederación Ricardo Russomando, se produjo su disolución. La FIVB exigió que se superara el conflicto y se creara una federación única nacional, bajo amenaza de desafiliación. Mientras tanto, TyC Sports exigía lo mismo como condición para televisar vóley.
La nueva federación tomaría el nombre de Federación Argentina de Voleibol y tras una serie de desacuerdos en torno a su quien sería su primer presidente, finalmente el 15 de noviembre se eligió a Mario Goijman, quedando representados el interior y la zona metropolitana en partes iguales.
Así se pudo dar comienzo a la primera Liga. Por la Zona Metropolitana, Boca y Club Italiano, campeón y finalista, entraron directamente en cuartos. Club de Amigos, Hacoaj y River entraron en octavos y Vélez y GEBA jugaron un repechaje contra equipos del interior. Por el Interior, se jugó una clasificación. Los dos primeros, Peñarol y Obras, entraron en cuartos. Mendoza de Regatas y Luz y Fuerza, en octavos. Sol de América y Regatas jugaron el repechaje y Azul Vóley Club y CONEU (Neuquén) quedaron eliminados. En total, en la fase final, que comenzó en marzo, participaron 12 equipos.
Peñarol, el campeón, no volvió a participar en Ligas posteriores. Boca también se retiró luego de conflictos relacionados con los premios de los jugadores, no regresando hasta 2005.

## Equipos participantes
| Metropolitanos - Boca Juniors. - Círculo Italiano. - River Plate. - Club de Amigos. - Náutico Hacoaj - Vélez Sarsfield. - GEBA. | Resto del país - Obras Sanitarias, San Juan. - Peñarol, Mar del Plata. - Unión Casildense, Casilda, Santa Fe. - Luz y Fuerza, Necochea. - Mendoza de Regatas, Ciudad de Mendoza. - Regatas San Nicolás, San Nicolás de los Arroyos. - Sol de América, Formosa. |

## Modo de disputa
El torneo se disputó con el formato de eliminatorias directas, siendo todas salvo la final al mejor de tres encuentros. En la primera eliminatoria se enfrentaron los dos peores clasificados por el torneo metropolitano y los dos peores del resto del país. 
Los ganadores se sumaron a los terceros, cuartos y quintos de ambas zonas clasificatorias (metro y resto del país), para determinar cuatro equipos que se enfrentarían en la siguiente fase a los cuatro mejores equipos restantes. En cuartos de final se suman los dos mejores de la zona metropolitana y los dos mejores del resto del país. Los ganadores de cuartos avanzaron a semifinales y los perdedores dejaron de participar.
Tras las semifinales se disputó la final, al mejor de cinco encuentros, donde el ganador se proclama campeón.

## Fase única, play offs
|  | Reclasificación     | Reclasificación         |                         |                 | Octavos de final | Octavos de final |   |  | Cuartos de final | Cuartos de final |   |         | Semifinales | Semifinales |   |  | Final | Final |  |
|  |                     |                         |                         |                 |                  |                  |   |  |                  |                  |   |         |             |             |   |  |       |       |  |
|  |                     |                         |                         |                 |                  |                  |   |  |                  |                  |   |         |             |             |   |  |       |       |  |
|  |                     |                         |                         |                 |                  |                  |   |  |                  |                  |   |         |             |             |   |  |       |       |  |
|  |                     |                         |                         |                 |                  |                  |   |  |                  |                  |   |         |             |             |   |  |       |       |  |
|  |                     |                         |                         |                 |                  |                  |   |  |                  |                  |   |         |             |             |   |  |       |       |  |
|  |                     |                         |                         |                 |                  |                  |   |  |                  |                  |   |         |             |             |   |  |       |       |  |
|  |                     |                         |                         |                 |                  |                  |   |  |                  |                  |   |         |             |             |   |  |       |       |  |
|  |                     |                         |                         |                 |                  |                  |   |  |                  |                  |   |         |             |             |   |  |       |       |  |
|  |                     |                         |                         |                 |                  |                  |   |  |                  |                  |   |         |             |             |   |  |       |       |  |
|  |                     |                         |                         |                 |                  |                  |   |  |                  |                  |   |         |             |             |   |  |       |       |  |
|  |                     |                         |                         |                 |                  |                  |   |  |                  |                  |   |         |             |             |   |  |       |       |  |
|  |                     |                         |                         |                 |                  | Peñarol          | 2 |  |                  |                  |   |         |             |             |   |  |       |       |  |
|  |                     |                         |                         |                 |                  |                  | 2 |  |                  |                  |   |         |             |             |   |  |       |       |  |
|  |                     |                         | River Plate             | 1               |                  |                  |   |  |                  |                  |   |         |             |             |   |  |       |       |  |
|  |                     |                         | River Plate             | 1               |                  |                  |   |  |                  |                  |   |         |             |             |   |  |       |       |  |
|  |                     |                         |                         |                 |                  |                  |   |  |                  |                  |   |         |             |             |   |  |       |       |  |
|  |                     |                         |                         |                 |                  |                  |   |  |                  |                  |   |         |             |             |   |  |       |       |  |
|  |                     | River Plate             | 2                       |                 |                  |                  |   |  |                  |                  |   |         |             |             |   |  |       |       |  |
|  |                     |                         | 2                       |                 |                  |                  |   |  |                  |                  |   |         |             |             |   |  |       |       |  |
|  |                     |                         | GEBA                    | 0               |                  |                  |   |  |                  |                  |   |         |             |             |   |  |       |       |  |
|  | GEBA                | 2                       | GEBA                    | 0               |                  |                  |   |  |                  |                  |   |         |             |             |   |  |       |       |  |
|  | GEBA                | 2                       |                         |                 |                  |                  |   |  |                  |                  |   |         |             |             |   |  |       |       |  |
|  | Regatas San Nicolás | 0                       |                         |                 |                  |                  |   |  |                  |                  |   |         |             |             |   |  |       |       |  |
|  | Regatas San Nicolás | 0                       |                         |                 |                  |                  |   |  |                  |                  |   | Peñarol | 2           |             |   |  |       |       |  |
|  |                     |                         |                         |                 |                  |                  |   |  |                  |                  |   | Peñarol | 2           |             |   |  |       |       |  |
|  |                     |                         | Club Italiano           | 0               |                  |                  |   |  |                  |                  |   |         |             |             |   |  |       |       |  |
|  |                     |                         | Club Italiano           | 0               |                  |                  |   |  |                  |                  |   |         |             |             |   |  |       |       |  |
|  |                     |                         |                         |                 |                  |                  |   |  |                  |                  |   |         |             |             |   |  |       |       |  |
|  |                     |                         |                         |                 |                  |                  |   |  |                  |                  |   |         |             |             |   |  |       |       |  |
|  |                     |                         |                         |                 |                  |                  |   |  |                  |                  |   |         |             |             |   |  |       |       |  |
|  |                     |                         |                         |                 |                  |                  |   |  |                  |                  |   |         |             |             |   |  |       |       |  |
|  |                     |                         |                         |                 |                  |                  |   |  |                  |                  |   |         |             |             |   |  |       |       |  |
|  |                     |                         |                         |                 |                  |                  |   |  |                  |                  |   |         |             |             |   |  |       |       |  |
|  |                     |                         |                         |                 |                  |                  |   |  |                  |                  |   |         |             |             |   |  |       |       |  |
|  |                     |                         |                         |                 |                  |                  |   |  |                  |                  |   |         |             |             |   |  |       |       |  |
|  |                     |                         |                         |                 |                  | Club Italiano    | 2 |  |                  |                  |   |         |             |             |   |  |       |       |  |
|  |                     |                         |                         |                 |                  |                  | 2 |  |                  |                  |   |         |             |             |   |  |       |       |  |
|  |                     |                         | Luz y Fuerza (Necochea) | 1               |                  |                  |   |  |                  |                  |   |         |             |             |   |  |       |       |  |
|  |                     |                         | Luz y Fuerza (Necochea) | 1               |                  |                  |   |  |                  |                  |   |         |             |             |   |  |       |       |  |
|  |                     |                         |                         |                 |                  |                  |   |  |                  |                  |   |         |             |             |   |  |       |       |  |
|  |                     |                         |                         |                 |                  |                  |   |  |                  |                  |   |         |             |             |   |  |       |       |  |
|  |                     | Luz y Fuerza (Necochea) | 2                       |                 |                  |                  |   |  |                  |                  |   |         |             |             |   |  |       |       |  |
|  |                     |                         | 2                       |                 |                  |                  |   |  |                  |                  |   |         |             |             |   |  |       |       |  |
|  |                     |                         | Club de Amigos          | 1               |                  |                  |   |  |                  |                  |   |         |             |             |   |  |       |       |  |
|  |                     |                         | Club de Amigos          | 1               |                  |                  |   |  |                  |                  |   |         |             |             |   |  |       |       |  |
|  |                     |                         |                         |                 |                  |                  |   |  |                  |                  |   |         |             |             |   |  |       |       |  |
|  |                     |                         |                         |                 |                  |                  |   |  |                  |                  |   |         |             |             |   |  |       |       |  |
|  |                     |                         |                         |                 |                  |                  |   |  |                  |                  |   |         |             | Peñarol     | 3 |  |       |       |  |
|  |                     |                         |                         |                 |                  |                  |   |  |                  |                  |   |         |             |             | 3 |  |       |       |  |
|  |                     |                         | Boca Juniors            | 0               |                  |                  |   |  |                  |                  |   |         |             |             |   |  |       |       |  |
|  |                     |                         | Boca Juniors            | 0               |                  |                  |   |  |                  |                  |   |         |             |             |   |  |       |       |  |
|  |                     |                         |                         |                 |                  |                  |   |  |                  |                  |   |         |             |             |   |  |       |       |  |
|  |                     |                         |                         |                 |                  |                  |   |  |                  |                  |   |         |             |             |   |  |       |       |  |
|  |                     |                         |                         |                 |                  |                  |   |  |                  |                  |   |         |             |             |   |  |       |       |  |
|  |                     |                         |                         |                 |                  |                  |   |  |                  |                  |   |         |             |             |   |  |       |       |  |
|  |                     |                         |                         |                 |                  |                  |   |  |                  |                  |   |         |             |             |   |  |       |       |  |
|  |                     |                         |                         |                 |                  |                  |   |  |                  |                  |   |         |             |             |   |  |       |       |  |
|  |                     |                         |                         |                 |                  |                  |   |  |                  |                  |   |         |             |             |   |  |       |       |  |
|  |                     |                         |                         |                 |                  |                  |   |  |                  |                  |   |         |             |             |   |  |       |       |  |
|  |                     |                         |                         |                 |                  | Boca Juniors     | 2 |  |                  |                  |   |         |             |             |   |  |       |       |  |
|  |                     |                         |                         |                 |                  |                  | 2 |  |                  |                  |   |         |             |             |   |  |       |       |  |
|  |                     |                         | Vélez Sarsfield         | 0               |                  |                  |   |  |                  |                  |   |         |             |             |   |  |       |       |  |
|  | Vélez Sarsfield     | 2                       | Vélez Sarsfield         | 0               |                  |                  |   |  |                  |                  |   |         |             |             |   |  |       |       |  |
|  | Vélez Sarsfield     | 2                       |                         |                 |                  |                  |   |  |                  |                  |   |         |             |             |   |  |       |       |  |
|  | Sol de América (F)  | ?                       |                         |                 |                  |                  |   |  |                  |                  |   |         |             |             |   |  |       |       |  |
|  | Sol de América (F)  | ?                       |                         | Vélez Sarsfield | 2                |                  |   |  |                  |                  |   |         |             |             |   |  |       |       |  |
|  |                     |                         |                         | Vélez Sarsfield | 2                |                  |   |  |                  |                  |   |         |             |             |   |  |       |       |  |
|  |                     |                         | Náutico Hacoaj          | 1               |                  |                  |   |  |                  |                  |   |         |             |             |   |  |       |       |  |
|  |                     |                         | Náutico Hacoaj          | 1               |                  |                  |   |  |                  |                  |   |         |             |             |   |  |       |       |  |
|  |                     |                         |                         |                 |                  |                  |   |  |                  |                  |   |         |             |             |   |  |       |       |  |
|  |                     |                         |                         |                 |                  |                  |   |  |                  |                  |   |         |             |             |   |  |       |       |  |
|  |                     |                         |                         |                 |                  |                  |   |  |                  | Boca Juniors     | 2 |         |             |             |   |  |       |       |  |
|  |                     |                         |                         |                 |                  |                  |   |  |                  |                  | 2 |         |             |             |   |  |       |       |  |
|  |                     |                         | Mendoza de Regatas      | 1               |                  |                  |   |  |                  |                  |   |         |             |             |   |  |       |       |  |
|  |                     |                         | Mendoza de Regatas      | 1               |                  |                  |   |  |                  |                  |   |         |             |             |   |  |       |       |  |
|  |                     |                         |                         |                 |                  |                  |   |  |                  |                  |   |         |             |             |   |  |       |       |  |
|  |                     |                         |                         |                 |                  |                  |   |  |                  |                  |   |         |             |             |   |  |       |       |  |
|  |                     |                         |                         |                 |                  |                  |   |  |                  |                  |   |         |             |             |   |  |       |       |  |
|  |                     |                         |                         |                 |                  |                  |   |  |                  |                  |   |         |             |             |   |  |       |       |  |
|  |                     |                         |                         |                 |                  |                  |   |  |                  |                  |   |         |             |             |   |  |       |       |  |
|  |                     |                         |                         |                 |                  |                  |   |  |                  |                  |   |         |             |             |   |  |       |       |  |
|  |                     |                         |                         |                 |                  |                  |   |  |                  |                  |   |         |             |             |   |  |       |       |  |
|  |                     |                         |                         |                 |                  |                  |   |  |                  |                  |   |         |             |             |   |  |       |       |  |
|  |                     |                         |                         |                 |                  | Obras (San Juan) | 1 |  |                  |                  |   |         |             |             |   |  |       |       |  |
|  |                     |                         |                         |                 |                  |                  | 1 |  |                  |                  |   |         |             |             |   |  |       |       |  |
|  |                     |                         | Mendoza de Regatas      | 2               |                  |                  |   |  |                  |                  |   |         |             |             |   |  |       |       |  |
|  |                     |                         | Mendoza de Regatas      | 2               |                  |                  |   |  |                  |                  |   |         |             |             |   |  |       |       |  |
|  |                     |                         |                         |                 |                  |                  |   |  |                  |                  |   |         |             |             |   |  |       |       |  |
|  |                     |                         |                         |                 |                  |                  |   |  |                  |                  |   |         |             |             |   |  |       |       |  |
|  |                     | Mendoza de Regatas      | 2                       |                 |                  |                  |   |  |                  |                  |   |         |             |             |   |  |       |       |  |
|  |                     |                         | 2                       |                 |                  |                  |   |  |                  |                  |   |         |             |             |   |  |       |       |  |
|  |                     |                         | Unión Casildense        | 0               |                  |                  |   |  |                  |                  |   |         |             |             |   |  |       |       |  |
|  |                     |                         | Unión Casildense        | 0               |                  |                  |   |  |                  |                  |   |         |             |             |   |  |       |       |  |
|  |                     |                         |                         |                 |                  |                  |   |  |                  |                  |   |         |             |             |   |  |       |       |  |
|  |                     |                         |                         |                 |                  |                  |   |  |                  |                  |   |         |             |             |   |  |       |       |  |
|  |                     |                         |                         |                 |                  |                  |   |  |                  |                  |   |         |             |             |   |  |       |       |  |
|  |                     |                         |                         |                 |                  |                  |   |  |                  |                  |   |         |             |             |   |  |       |       |  |

El equipo que figura en la primera línea es quien obtuvo la ventaja de localía.
El resultado que figura al lado de cada equipo es la sumatoria de partidos ganados.

### Repechaje
| Fecha         | Local               | Resultado | Visitante           | Set 1 | Set 2 | Set 3 | Set 4 | Set 5 |
| ------------- | ------------------- | --------- | ------------------- | ----- | ----- | ----- | ----- | ----- |
| 21 de febrero | Regatas San Nicolás | 2-3       | GEBA                | -     | -     | -     | -     | -     |
| 23 de febrero | GEBA                | 3-0       | Regatas San Nicolás | 15-8  | 15-11 | 15-8  | -     | -     |

| Fecha         | Local                    | Resultado | Visitante                | Set 1 | Set 2 | Set 3 | Set 4 | Set 5 |
| ------------- | ------------------------ | --------- | ------------------------ | ----- | ----- | ----- | ----- | ----- |
| 23 de febrero | Sol de América (Formosa) | 1-3       | Vélez                    | 15-7  | 10-15 | 8-15  | 8-15  | -     |
| 26 de febrero | Vélez                    | -         | Sol de América (Formosa) | -     | -     | -     | -     | -     |
|               | Vélez                    | -         | Sol de América (Formosa) | -     | -     | -     | -     | -     |

### Octavos de final
| Fecha      | Local  | Resultado | Visitante | Set 1 | Set 2 | Set 3 | Set 4 | Set 5 |
| ---------- | ------ | --------- | --------- | ----- | ----- | ----- | ----- | ----- |
|            | Hacoaj | 0-3       | Vélez     | -     | -     | -     | -     | -     |
| 7 de marzo | Vélez  | P-G       | Hacoaj    | -     | -     | -     | -     | -     |
| 9 de marzo | Vélez  | 3-2       | Hacoaj    | P-G   | 15-9  | 15-2  | 3-15  | 15-12 |

| Fecha      | Local          | Resultado | Visitante      | Set 1 | Set 2 | Set 3 | Set 4 | Set 5 |
| ---------- | -------------- | --------- | -------------- | ----- | ----- | ----- | ----- | ----- |
| 2 de marzo | Club de Amigos | 2-3       | Luz y Fuerza   | 16-14 | 8-15  | 15-3  | 14-16 | 11-15 |
| 8 de marzo | Luz y Fuerza   | P-G       | Club de Amigos | -     | -     | -     | -     | -     |
| 9 de marzo | Luz y Fuerza   | 3-1       | Club de Amigos | 6-15  | 15-12 | 15-11 | 15-9  | -     |

| Fecha      | Local | Resultado | Visitante | Set 1 | Set 2 | Set 3 | Set 4 | Set 5 |
| ---------- | ----- | --------- | --------- | ----- | ----- | ----- | ----- | ----- |
| 2 de marzo | GEBA  | 0-3       | River     | -     | -     | -     | -     | -     |
| 8 de marzo | River | 3-0       | GEBA      | 15-10 | 15-12 | 15-11 | -     | -     |

| Fecha      | Local              | Resultado | Visitante          | Set 1 | Set 2 | Set 3 | Set 4 | Set 5 |
| ---------- | ------------------ | --------- | ------------------ | ----- | ----- | ----- | ----- | ----- |
| 2 de marzo | Unión Casildense   | 0-3       | Mendoza de Regatas | 4-15  | 3-15  | 10-15 | -     | -     |
| 8 de marzo | Mendoza de Regatas | 3-0       | Unión Casildense   | 15-4  | 15-4  | 15-3  | -     | -     |

### Cuartos de final
| Fecha       | Local | Resultado | Visitante | Set 1 | Set 2 | Set 3 | Set 4 | Set 5 |
| ----------- | ----- | --------- | --------- | ----- | ----- | ----- | ----- | ----- |
| 16 de marzo | Vélez | 2-3       | Boca      | 13-15 | 15-12 | 8-15  | 15-11 | 12-15 |
| 22 de marzo | Boca  | 3-0       | Vélez     | 15-3  | 15-6  | 15-10 | -     | -     |

| Fecha       | Local   | Resultado | Visitante | Set 1 | Set 2 | Set 3 | Set 4 | Set 5 |
| ----------- | ------- | --------- | --------- | ----- | ----- | ----- | ----- | ----- |
| 16 de marzo | River   | 0-3       | Peñarol   | 15-17 | 14-16 | 4-15  | -     | -     |
| 22 de marzo | Peñarol | 2-3       | River     | 7-15  | 12-15 | 15-7  | 16-14 | 12-15 |
| 23 de marzo | Peñarol | 3-0       | River     | -     | -     | -     | -     | -     |

| Fecha       | Local              | Resultado | Visitante          | Set 1 | Set 2 | Set 3 | Set 4 | Set 5 |
| ----------- | ------------------ | --------- | ------------------ | ----- | ----- | ----- | ----- | ----- |
| 16 de marzo | Mendoza de Regatas | 1-3       | Obras San Juan     | 13-15 | 16-14 | 12-15 | 14-16 | -     |
| 22 de marzo | Obras San Juan     | 1-3       | Mendoza de Regatas | 12-15 | 15-12 | 13-15 | 8-15  | 12-15 |
| 24 de marzo | Obras San Juan     | P-G       | Mendoza de Regatas | -     | -     | -     | -     | -     |

| Fecha       | Local         | Resultado | Visitante     | Set 1 | Set 2 | Set 3 | Set 4 | Set 5 |
| ----------- | ------------- | --------- | ------------- | ----- | ----- | ----- | ----- | ----- |
| 16 de marzo | Luz y Fuerza  | 3-0       | Club Italiano | 15-11 | 15-5  | 15-12 | -     | -     |
| 23 de marzo | Club Italiano | 3-1       | Luz y Fuerza  | 15-10 | 16-14 | 4-15  | 15-9  | -     |
| 24 de marzo | Club Italiano | G-P       | Luz y Fuerza  | -     | -     | -     | -     | -     |

### Semifinales
| Fecha       | Local         | Resultado | Visitante     | Set 1 | Set 2 | Set 3 | Set 4 | Set 5 |
| ----------- | ------------- | --------- | ------------- | ----- | ----- | ----- | ----- | ----- |
| 29 de marzo | Club Italiano | 1-3       | Peñarol       | 10-15 | 15-13 | 8-15  | 14-16 | -     |
| 6 de abril  | Peñarol       | 3-1       | Club Italiano | 15-10 | 10-15 | 15-10 | 15-10 | -     |

| Fecha       | Local              | Resultado | Visitante          | Set 1 | Set 2 | Set 3 | Set 4 | Set 5 |
| ----------- | ------------------ | --------- | ------------------ | ----- | ----- | ----- | ----- | ----- |
| 30 de marzo | Mendoza de Regatas | 3-2       | Boca               | 15-12 | 8-15  | 5-15  | 17-15 | 16-14 |
| 5 de abril  | Boca               | 3-1       | Mendoza de Regatas | 6-15  | 15-12 | 15-13 | 15-6  | -     |
| 7 de abril  | Boca               | 3-0       | Mendoza de Regatas | 15-5  | 15-9  | 15-4  | -     | -     |

### Final
| Fecha       | Local   | Resultado | Visitante | Set 1 | Set 2 | Set 3 | Set 4 | Set 5 |
| ----------- | ------- | --------- | --------- | ----- | ----- | ----- | ----- | ----- |
| 9 de abril  | Peñarol | 3-0       | Boca      | 15-6  | 15-4  | 15-4  | -     | -     |
| 11 de abril | Peñarol | 3-0       | Boca      | 15-13 | 15-10 | 15-5  | -     | -     |
| 13 de abril | Boca    | 1-3       | Peñarol   | 13-15 | 17-15 | 6-15  | 10-15 | -     |

| boder                 |
| Peñarol Primer título |